# Liste der Klassischen Archäologen an der Universität Münster
In der Liste der Klassischen Archäologen an der Universität Münster werden alle Hochschullehrer gesammelt, die an der Universität Münster, ehemals Westfälischen Wilhelms-Universität, lehrten und lehren. Das umfasst im Regelfall alle regulären Hochschullehrer, die Vorlesungen halten durften, also habilitiert waren. 
Seit 1883 ist die Klassische Archäologie mit einem Extraordinat an der Universität vertreten, das als erstes von Arthur Milchhoefer gelehrt wurde. 1907 wurde es während der Amtszeit von Friedrich Koepp in einen ordentlichen Lehrstuhl umgewandelt. Heute handelt es sich um eine W 3-Professur. 1962 wurde Ludwig Budde Wissenschaftlicher Rat und Professor, daraus wurde mit Hans Wiegartz eine C-3-Professur. Zudem gab es seit 1951 eine Professur für Klassische Archäologie mit besonderer Berücksichtigung der Spätantike, die zuerst von Josef Fink wahrgenommen wurde. 1993 wurde das Fach eigenständiges Studienfach.
Im Jahr 2005 wurde das "Archäologische Seminar und Museum" in "Institut für Klassische Archäologie und Frühchristliche Archäologie/Archäologisches Museum" und im Jahr 2013  in "Institut für Klassische Archäologie und Christliche Archäologie/Archäologisches Museum" umbenannt.
Angegeben ist in der ersten Spalte der Name der Person und ihre Lebensdaten, in der zweiten Spalte wird der Eintritt in die Universität angegeben, in der dritten Spalte das Ausscheiden. Spalte vier nennt die höchste an der Universität Münster erreichte Position. An anderen Universitäten kann der entsprechende Dozent eine noch weitergehende wissenschaftliche Karriere gemacht haben. Die nächste Spalte nennt Besonderheiten, den Werdegang oder andere Angaben in Bezug auf die Universität oder das Institut. In der letzten Spalte werden Bilder der Dozenten gezeigt, was derzeit aufgrund der Bildrechte jedoch schwer ist.
| Wissenschaftler                        | von  | bis  | Funktionen                           | Bemerkungen | Bild |
| -------------------------------------- | ---- | ---- | ------------------------------------ | --- | ---- |
| Arthur Milchhoefer (1852–1903)         | 1883 | 1895 | Außerordentlicher Professor          | Erster Vertreter seines Faches an der Universität |      |
| Hermann Winnefeld (1862–1918)          | 1895 | 1896 | Außerordentlicher Professor          | Nachfolger von Milchöfer |      |
| Friedrich Koepp (1860–1944)            | 1896 | 1916 | Ordinarius                           | Nachfolger von Winnefeld, 1896 Außerordentlicher Professor, 1907 erster Inhaber des neu geschaffenen Lehrstuhls |      |
| Arnold von Salis (1881–1958)           | 1916 | 1929 | Ordinarius                           | Nachfolger Koepps |      |
| Karl Lehmann-Hartleben (1894–1960)     | 1929 | 1933 | Ordinarius                           | Nachfolger von Salis' |      |
| Friedrich Matz der Jüngere (1890–1974) | 1934 | 1941 | Ordinarius                           | Nachfolger Lehmann-Hartlebens |      |
| Max Wegner (1902–1998)                 | 1942 | 1994 | Ordinarius                           | Nachfolger Matz, 1970 emeritiert |      |
| Josef Fink (1912–1984)                 | 1951 | 1977 | Wissenschaftlicher Rat und Professor | Erster Inhaber der Professur für Klassische Archäologie mit besonderer Berücksichtigung der Spätantike |      |
| Ludwig Budde (1913–2007)               | 1962 | 1978 | Wissenschaftlicher Rat und Professor | |      |
| Klaus Stähler (* 1939)                 | 1963 | 2004 | Professor                            | 1963–1994 Aufbau der archäologischen Sammlung, 1980 Habilitation, 1982 Professor |      |
| Werner Fuchs (1927–2016)               | 1972 | 1992 | Ordinarius                           | Nachfolger Wegners |      |
| Reinhard Stupperich (* 1951)           | 1977 | 1990 | Wissenschaftlicher Assistent         | |      |
| Hans Wiegartz (1936–2008)              | 1978 | 2001 | Ordinarius                           | Nachfolger Buddes |      |
| Hugo Brandenburg (1929–2022)           | 1982 | 1996 | C3-Professor                         | Nachfolger Finks; seit 1993 eigenständiges Studienfach Frühchristliche Archäologie |      |
| Heinz-Helge Nieswandt (* 1958)         | 1988 | 2024 | Kustos                               | 1997 Wissenschaftlicher Mitarbeiter, 2002 Kustos der Antikensammlung |      |
| Dieter Salzmann (* 1950)               | 1994 | 2015 | Ordinarius                           | Nachfolger Fuchs |      |
| Magdalene Söldner (* 1959)             | 2001 | 2024 | W3-Professorin                       | Nachfolger Wiegartz |      |
| Wolfgang Radt (* 1940)                 | 2001 |      | Honorarprofessor                     | |      |
| Achim Lichtenberger (* 1970)           | 2002 |      | W3-Professor                         | 2002 Wissenschaftlicher Assistent, 2008 Privatdozent und Akademischer Oberrat, 2010 Professor Bochum, 2016 Professor Münster |      |
| Michael Blömer (* 1975)                | 2002 |      | außerplanmäßiger Professor           | 2002 Wissenschaftliche Hilfskraft, 2005 wissenschaftlicher Mitarbeiter in DFG-Projekt, 2009 bis 2015 wissenschaftlicher Mitarbeiter am Exzellenzcluster, seit 2020 wissenschaftlicher Mitarbeiter im Doliche-Projekt der Forschungsstelle Asia Minor in Münster, 2021 außerplanmäßiger Professor |      |
| Pamela Bonnekoh (* 1978)               | 2016 |      | Akademische Rätin                    | 2016 Wissenschaftlicher Mitarbeiter, 2017 Akademische Rätin, Vertreterin der Christlichen Archäologie |      |
| Torben Schreiber                       | 2020 |      | Kustos                               | seit 2024 Kustos des Archäologischen Museums |      |
| Birgit Bergmann (* 1976)               | 2022 | 2023 | Professurvertretung                  | Vertretung Lichtenberger |      |

Ordinariat
- 1907–1916 Friedrich Koepp
- 1916–1929 Arnold von Salis
- 1929–1933 Karl Lehmann-Hartleben
- 1934–1941 Friedrich Matz der Jüngere
- 1942–1970 Max Wegner
- 1972–1992 Werner Fuchs
- 1994–2015 Dieter Salzmann
- seit 2016 Achim Lichtenberger

Zweite Professur
- 1962–1975 Ludwig Budde
- 1978–2001 Hans Wiegartz
- 2001–2024 Magdalene Söldner

Professur für Klassische Archäologie mit besonderer Berücksichtigung der Spätantike (später Professur für Spätantike/Frühchristliche Archäologie); 2017 gestrichen
- 1962–1982 Josef Fink
- 1982–1993 Hugo Brandenburg
- 1996–2017 Dieter Korol